# H-Bomb Ferguson
H-Bomb Ferguson (de son vrai nom Robert Percell Ferguson) est un pianiste et chanteur de rhythm and blues américain, né à Charleston en 1929 en Caroline du Sud et décédé à Cincinnati en 2006.

## Carrière
Robert Percell Ferguson est l'un des onze enfants d'un pasteur. À 19 ans, il quitte sa famille pour tourner avec l'orchestre de jump blues de  Joe Liggins, qu'il quitte quand celui-ci est à New York.
Dans cette ville, il se produit en solo à Harlem, mais il faut attendre le début des années 1950 pour le voir percer. Il signe chez Savoy Records et enregistre de 1951 à 1954 des morceaux nerveux sur lesquels il chante dans le style exacerbé du blues shouter. Ces titres tels que Goin’ Down Slowly Crazy ou Good Lovin’ sont des précurseurs du rock 'n' roll.
Dans les années 1960, il déménage pour Cincinnati et  poursuit sa carrière discographique pour le label local Federal Records. Il se produit sur scène jusqu'au début des années 1970.
Dans les années 1980, il retourne à la musique enregistrant en 1993 son premier album pour Earwig, et il se produit régulièrement dans les festivals de blues et de rhythm and blues jusqu'à peu avant son décès.